# Georg Goltermann
Georg Eduard Goltermann (ur. 19 sierpnia 1824 w Hanowerze, zm. 29 grudnia 1898 we Frankfurcie nad Menem) – niemiecki wiolonczelista i kompozytor.

## Życiorys
Był uczniem Augusta Christiana Prella we Frankfurcie nad Menem, uczył się także w Monachium u Josepha Mentera (wiolonczela) i Ignaza Lachnera (kompozycja). W latach 1850–1851 odbył tournée koncertowe, następnie przez krótki czas działał w Würzburgu. Od 1853 roku pełnił funkcję drugiego, a od 1874 roku pierwszego dyrygenta Stadttheater we Frankfurcie nad Menem.
Skomponował m.in. Symfonię A-dur, 8 koncertów wiolonczelowych, 3 uwertury, ponadto liczne utwory na fortepian i pieśni.